# قبيلة المعافر
المعافر قبيلة يمنية قديمة يعود ذكرها إلى القرن السابع قبل الميلاد  سمي بهم مخلاف معافر في اليمن  ومنهم خلق كثير في مصر وينتمي لهم ملوك الدولة العامرية في الأندلس  وتشغل حالياً كافة المديريات التابعة لما يسمى بالحُجَريَّة جنوب غرب مدينة تعز.

## نسبه
المعافر واسمه النعمان بن يعفر بن مالك بن الحارث بن مرة بن أدد بن زيد بن يشجب بن عريب بن زيد بن كهلان بن سبأ بن يشجب بن يعرب بن قحطان بن عابر وهو النبي هود عليه السلام بن شالخ بن أرفخشد بن سام بن نوح «عليه السلام» ابن لمك بن متوشلخ بن أخنوخ وهو أدريس عليه السلام بن اليارد بن مهلائيل بن قينان بن أنوش بن شيث بن آدم «عليه السلام».

## من ينسب إلى المعافر
قبائل الحُجَريَّة وتغطي المنطقة الجنوبية حتى باب المندب وتحد الضالع ولحج، وتضم:
1. القَبَّيطَة
2. الأعْروق
3. الأغابِرَة
4. الأعْبوس
5. الأحْكوم
6. الأثاوِر
7. الأصابح
8. ذُبْحان
9. الزكيرة
10. القريشة
11. بني شَيبَة
12. المَقارِمَة
13. المساحين
14. الوازعية
15. والمدابعة
16. العَزاعِز
17. المَقاطِرَة
18. الشراجبة
19. الأعْلوم
20. بني حَمَّاد
21. بني يوسف
22. سامِع
23. جبل حبشي
24. الأخْمور
25. المشاولة
26. الزَّرَّيقَة
27. الأكاحلة

## أعدادهم
ينسب إليهم الكثير وأعدادهم كثيرة فهي مثل همدان بالعدد فيقال أنهم 8 ملايين شخص لكنهم منتشرون بالجزيرة العربية وهم منتشرون في اليمن والسعودية ومصر والأندلس.

## التاريخ
سميت المنطقة الجغرافية التي شغروها باليمن كذلك بمعافر وتشمل حدودها الحُجَريَّة تقريباً. لم يكن للمعافر كيان قبلي موحد بل غالباً ما اختلطوا بقبائل أخرى. عرف عن المعافرة مهارتهم كَحُيَّاك فقيل أنهم أول من ألبسوا الكعبة وأن النبي محمد كان يرتدي ملابس معافرية وكانت هناك العملة المعافرية.
يعود تاريخ المعافرة إلى عهد اليمن القديم فيذكر نقش صرواح المنقوش في القرن السابع ق.م . والذي يذكر تأسيس سبأ قبيلة المعافرة. ويبدو أن المعافرة وقفوا بجانب الملك الحميري شمر ذو ريدان ضد السبئيين قبل أن يعلنوا طاعتهم لسبأ.
وهاجر قسم كبير منهم بجانب قبائل يمنية أخرى إلى مصر في عهد مبكر حيث ساهموا في حكمها. فقيل أن معافري قام بتخطيط الفسطاط.
تمكن الزياديون من السيطرة على مناطق تمركز القبيلة في اليمن بالقرن التاسع الميلادي وبحلول القرن الثاني عشر أصبحت المنطقة بيد الزريعيين. بسط توران شاه أخا صلاح الدين الأيوبي السيطرة الأيوبية على المعافر التي شهدت في السنوات اللاحقة تأسيس عدة مُنْشآت عسكرية بها.
قاد المعافرة عدة قبائل يمنية في ثورة على الحكم العثماني سنة 1618 بعد تمركزه بالمنطقة.